# Michael Kozoll
Michael Kozoll est un scénariste américain ayant coécrit Rambo en 1982.

## Filmographie
- 1979 : Vampire
- 1982 : Capitaine Furillo
- 1982 : Rambo

## Distinctions
Il a remporté le Primetime Emmy Award du meilleur scénario pour une série télévisée dramatique en 1981 et en 1982 pour Capitaine Furillo.